# Lextenso
 (août 2020).
Si vous disposez d'ouvrages ou d'articles de référence ou si vous connaissez des sites web de qualité traitant du thème abordé ici, merci de compléter l'article en donnant les références utiles à sa vérifiabilité et en les liant à la section « Notes et références ».
Lextenso est une entreprise française structurée autour de 2 pôles (métiers) l’édition et la prestation juridique, annonces et formalités.

## Historique
En 2003, le groupe Petites affiches lance la base documentaire en ligne lextenso.fr qui rassemble toute la jurisprudence ainsi que 9 revues de ses filiales de presse et d’édition : Bulletin Joly Bourse, Bulletin Joly Sociétés, Cahiers Sociaux du Barreau de Paris, Gazette du palais, Répertoire du notariat Defrénois, Revue des contrats, Revue de droit public, Revue générale du droit des assurances, Petites affiches.
En 2008, la société EJA (Éditions juridiques associées) qui regroupait depuis 1998 les marques LGDJ (fondée en 1904), Montchrestien (fondée en 1929), Gualino (fondée en 1995), Joly (fondée en 1937), Defrénois (fondée en 1881), change de nom et devient Lextenso éditions. Les titres Gazette du Palais et Petites affiches viennent s’y agréger.
En 2016, la solution en ligne lextenso.fr se réinvente en enrichissant son fonds documentaire accessible via un nouveau moteur de recherche instantané, dans une ergonomie repensée. 
En 2019, Lextenso.fr change de nom et devient labase-lextenso.fr.
La société Lextenso éditions fusionne avec les sociétés d’annonces et formalités légales Petites affiches, Gazette du Palais, La loi, Le Quotidien Juridique, Odal, Oplec, Les Affiches Versaillaises et devient Lextenso.

## Pôle Édition

### La Base Lextenso
Cette base juridique en ligne donne accès à 25 revues, plus de 130 ouvrages, des outils pratiques comme le Guide Defrénois de la rédaction des actes, les formules et études Joly sociétés et Joly Bourse ainsi qu’à toute la jurisprudence française et à la jurisprudence africaine de la CCJA. Elle permet de répondre aux différents besoins d’information des professionnels du droit : suivre l’actualité, accéder à la doctrine, mettre à jour ses fondamentaux, rédiger des actes, maitriser les règles de procédures, trouver les jurisprudences pertinentes et leurs commentaires.

### Les revues
Lextenso publie 24 revues juridiques, certaines généralistes destinées à des professions, d’autres pour les spécialistes d’une matière.
- Bulletin Joly Bourse
- Bulletin Joly Entreprises en difficulté
- Bulletin Joly Sociétés
- Bulletin Joly Travail
- Defrénois et Flash Defrénois, pour les professionnels du notariat
- Gazette du palais, à destination du monde judiciaire, avocats et magistrats
- L’essentiel Droit bancaire
- L’essentiel Droit de la famille et des personnes
- L’essentiel Droit de la distribution et de la concurrence
- L’essentiel Droit de l’immobilier et urbanisme
- L’essentiel Droit de la propriété intellectuelle
- L’essentiel Droit des assurances
- L’essentiel Droit des contrats
- L’essentiel Droit des entreprises en difficulté
- L’essentiel Droits africains des affaires
- Les cahiers de l’arbitrage
- Revue Droit & Littérature
- Revue Droit & Société
- Revue générale du droit des assurances
- Revue française de finances publiques
- Revue de droit public
- Revue des contrats
- Petites Affiches

19 de ces revues sont accessibles en version numérique feuilletable sur le Kiosque Lextenso.

### Les livres
Lextenso est le 1er éditeur de livres juridiques en France avec un catalogue de plus 3 000 titres enrichis et mis à jour chaque année de près de 300 nouveautés.  
L’activité d’édition a tout d’abord été incarnée par LGDJ, maison fondée en 1836. D’orientation académique, LGDJ propose des ouvrages d’acquisition et de mise à jour des connaissances en droit public, droit privé et sciences politiques. En parallèle avec la marque Gualino, elle développe de nouvelles collections  plus orientées vers la révision, dans les domaines du droit, de la gestion de l’entreprise, de la comptabilité ou de la finance.
Enfin, les marques Defrénois, Gazette du Palais et Joly, éditent des ouvrages dédiés respectivement, aux notaires, avocats, et professionnels du droit des affaires.

### Les formations
Lancées en 2006, les formations Lextenso ont pour vocation d’accompagner les professionnels du droit dans la mise à jour de leur connaissance et dans l’application pratique des évolutions législatives et jurisprudentielles. Certifiées Datadock, elles sont organisées en partenariat avec les rédactions des revues afin de proposer des programmes adaptés et des intervenants spécialisés. Les formations Lextenso sont dispensées en présentiel et/ou distantiel.

### La librairie LGDJ
Située au 20, rue Soufflot dans le 5e arrondissement à Paris, La librairie LGDJ est la première librairie spécialisée en France. Dans ses rayons, elle accueille plus de 250 éditeurs spécialisés en droit, économie, bourse et patrimoine, comptabilité-gestion. Elle dispose d’une boutique en ligne lgdj.fr et propose un service « grand compte » aux directions juridiques, cabinets d’avocats, collectivités, bibliothèques universitaires, différentes administrations.

## Pôle Annonces légales & formalités juridiques

### Les annonces
Lextenso Annonces & Formalités est le 1er prestataire d’annonces légales en France avec 100 000 annonces traitées chaque année.
Grâce à la Loi PACTE, qui a ouvert la publication d’annonces légales aux supports de presse en ligne, Lextenso est devenu le 1er éditeur d’annonces légales à opérer une transition digitale totale.
En janvier 2023, Lextenso s’est associé au Figaro, un grand média national, pour développer son activité et devient ainsi le leader de la publication des annonces légales sur toute la France.
Lextenso publie les annonces légales sur son support habilité actu-juridique.fr pour tous les départements d’Île-de-France, sur Le Figaro ou des supports partenaires pour le reste de la France.
Lextenso Annonces & Formalités rassemble les savoir-faire historiques : Petites Affiches – Gazette du Palais – La Loi – Le Quotidien Juridique – Odal – Oplec – Les Affiches Versaillaises.

### Les formalités
Lextenso propose également un service de conseil en formalités juridiques. Fort d’une expérience de plus de 50 ans, Lextenso gèrent 60 000 formalités juridiques par an pour ses clients : avocats, directions juridiques, experts-comptables.
Immatriculation, modification, radiation ou dépôt des comptes, Lextenso prend en charge toutes les formalités juridiques liées à la vie de l’entreprise et s’occupe des démarches nécessaires auprès du guichet unique, guichet entreprise ou du Greffe selon la nature des dossiers.